# Кьолнски университет
Кьолнският университет, или Университет в Кьолн, е висше училище, сред най-старите във Федерална република Германия.

## История
Университетът е основан през 1388 г. като едно от четирите висши училища в Свещената Римска империя. Официалната емблема на университета е създадена през 1392 г. Университетът е затворен за периода 1798 – 1919 г. През 1919 г. висшето училище отваря врати отново с постановление на Пруското правителство.

## Структура
| Факултет                                           | Студенти   | Сайт |
| -------------------------------------------------- | ---------- | --- |
| Факултет по мениджмънт, икономика и социални науки | ок. 10 000 | немски Архив на оригинала от 2011-07-16 в Wayback Machine. английски Архив на оригинала от 2011-07-16 в Wayback Machine. |
| Факултет по право                                  | ок. 5000   | немски |
| Факултет по медицина с Университетска болница      | ок. 3200   | немски Архив на оригинала от 2011-02-11 в Wayback Machine. английски Архив на оригинала от 2011-07-16 в Wayback Machine. |
| Факултет по изкуства                               | ок. 16 500 | немски |
| Факултет по математика и физически науки           | ок. 7500   | немски английски |
| Факултет по хуманитарни науки                      | ок. 2800   | немски |

## Галерия
- Вход на централна сграда на университета
- Централна университетска библиотека
- Училище по педагогика
- Факултет по стопански и социални науки
- Институт по трудово и стопанско право
- Институт по история на изкуството
- Институт по физика
- Институт по хигиена
- Институт по науки за земята
- Център по биология
- Център за молекулярна медицина
- Филозофикум

## Видни възпитаници и преподаватели
- Курт Алдер – Нобелова награда за химия (1950)
- Хайнрих Бьол – Нобелова награда за литература (1972)
- Петер Грюнберг – Нобелова награда за физика (2007)
- Каролос Папуляс – Президент на Гърция (2005 – 2015)
- Густав Хайнеман – Президент на Федерална република Германия (1969 – 1974)[3]